# Navadna splavka
Navadna splavka (znanstveno ime Limodorum abortivum) je zajedavska kukavičevka s sredozemsko razširjenostjo.
V Sloveniji uspeva v Posočju in ob spodnjem toku Idrijce, v Brdih in Vipavski dolini, posamezni primerki pa rastejo tudi v Trnovskem gozdu in Idrijskem hribovju (Čekovnik).